# Gonnostramatza
Gonnostramatza é uma comuna italiana da região da Sardenha, província de Oristano, com cerca de 959 habitantes. Estende-se por uma área de 17 km², tendo uma densidade populacional de 56 hab/km². Faz fronteira com Collinas (CA), Gonnoscodina, Masullas, Mogoro, Siddi (CA).